# Lenizione
La lenizione è una forma di mutazione delle consonanti che compare in molte lingue. La lenizione dei nomi appare specialmente, ma non esclusivamente, nel contesto delle lingue celtiche come il gallese, del quale è una caratteristica diffusa.
Lenizione significa 'ammorbidimento' o 'indebolimento' (dal latino lenis, come nella radice di 'lenire'), e si riferisce al cambio da una consonante considerata dura ad una considerata morbida (fortis → lenis). Il criterio per decidere se una consonante è di un tipo o dell'altro è variabile, ma in generale, la scala è la seguente: consonanti occlusive sorde (/p t k/) → occlusive sonore (/b d g/) → fricative sonore (/β ð ɣ/).
La lenizione sincronica si ha, ad esempio, nelle lingue celtiche, dove è condizionata dalle regole grammaticali (ad esempio, la consonante iniziale di un nome è lenita, se è il caso, quando è preceduta da un articolo). La lenizione diacronica si trova, ad esempio, nel passaggio dal latino alle lingue romanze occidentali, ed ha coinvolto i fonemi occlusivi. Così nello spagnolo la lenizione ha portato le consonanti occlusive sorde in posizione intervocalica interna alle parole (/p t k/) a diventare fricative sonore. Esempi: latino vita → spagnolo vida [biða], latino caput → spagnolo cabo [kaβo], latino caecus → spagnolo ciego [θjeɣo].

## Lenizione intervocalica in Italia
La lingua in Italia è stata caratterizzata da tre fenomeni di lenizione delle occlusive intervocaliche sorde (a volte anche di quelle sonore):
- Sonorizzazione settentrionale
- Spirantizzazione toscana (detta tradizionalmente gorgia toscana)
- Semi-sonorizzazione centro-meridionale

Tutti questi fenomeni sono stati ricondotti, dal punto di vista fonetico, all'estensione delle caratteristiche delle vocali circostanti all'occlusiva sorda. Le vocali sono infatti caratterizzate, rispetto all'occlusiva sorda, da un'articolazione più aperta e da una fonazione sonora, più precisamente sonorante.
L'occlusiva sorda può assimilare l'apertura articolatoria, fino a divenire una fricativa o un'approssimante (come nel centro Italia, in Toscana); oppure può assimilare la sonorità, divenendo un'occlusiva sonora (come nel nord Italia) o un'occlusiva semi-sonora (come nel Sud Italia).
Può avvenire un'assimilazione anche di entrambi questi tratti, cioè l'occlusiva può subire contemporaneamente l'apertura e la sonorizzazione. Ciò si verifica ad esempio nell'Umbria (a Foligno) e nelle Marche (a settentrione) dove l'italiano regionale è coinvolto nella semi-sonorizzazione tipica del centro-sud ma anche nell'apertura tipica della vicina Toscana, e può mostrare come esiti delle approssimanti semi-sonorizzate.
L'assimilazione dell'occlusiva all'articolazione/fonazione delle vocali è un fenomeno che può restare allo stadio di semplice variazione fonetica, senza modificare il sistema linguistico. Così ad esempio in Toscana, dove tra vocali la velare viene realizzata come [h], pur rimanendo sempre /k/ il fonema. In Toscana quindi si dirà che il fonema /k/ è realizzato con due allofoni, [k] e [h], il primo dopo consonante e in posizione iniziale assoluta, il secondo tra vocali.
Può però accadere che la variazione fonetica si trasformi in un cambiamento della struttura fonematica della lingua. Ciò è avvenuto ad esempio nell'Italia settentrionale, dove nel tardolatino la /k/ tra vocali realizzata sonorizzata come [g] è andata a confondersi con un altro fonema, con /g/. La distinzione tra /k/ e /g/ in posizione intervocalica si è quindi neutralizzata in un unico fonema /g/. Oggi perciò nei dialetti dell'Italia settentrionale non abbiamo più una variazione tra esiti con e senza lenizione, perché tutte le occlusive sorde del tardolatino sono diventate stabilmente sonore. Molte parole con tale esito sono anche penetrate nel toscano, e poi passate all'italiano standard. Così oggi dal latino lacum abbiamo l'italiano /lago/ con sonorizzazione, accanto a forme come /amiko/ che conserva l'occlusiva sorda di amicum.